# Blue Ice Арена (Ашдод)
Blue Ice арена (ивр. בלו אייס ארנה‎) — ледовая арена в городе Ашдоде.

## Описание

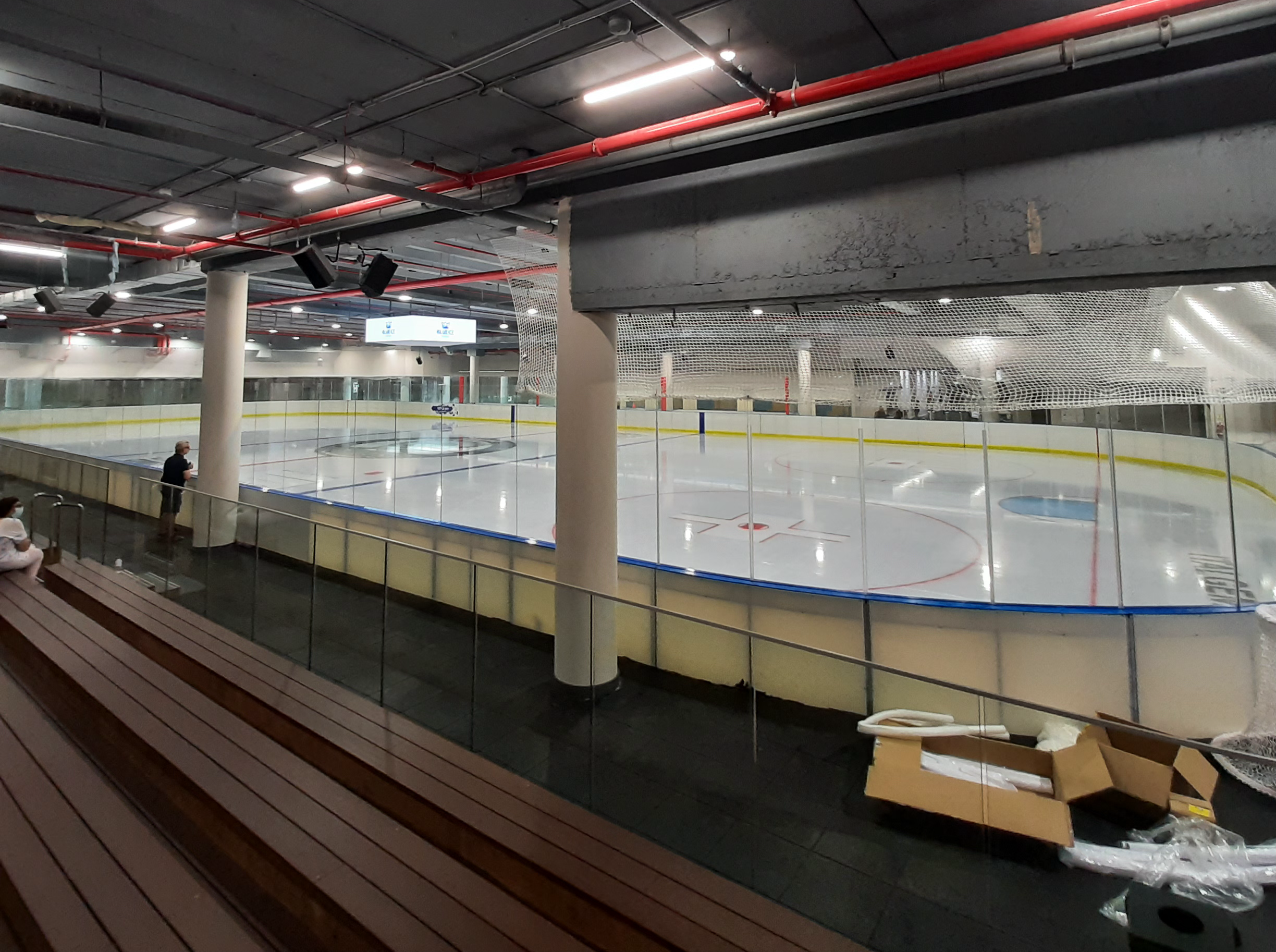
Blue Ice Арена. Каток

«Blue Ice арена» — это ледовый центр в городе Ашдоде на 350 мест для зрителей. Открытие арены прошло 9 июня 2024 года. Арена находится в торговом центре Ашдод, в парке Элишева.

## Строительство арены
28 февраля 2023 года в присутствии члена муниципалитета Эли Нахта и хоккеиста сборной Израиля и тренера Евгения Гусина было подписано соглашение между компанией Blue Ice Arena и владельцем и застройщиком обновлённого торгового центра «Ашдод аль Аям», в котором открылся центр обновления Open Valley, Эялем Беньяном.

### История торгового центра
В 1995 году был открыт торговый центр «Ашдод» (Каньён Ашдод). В нём располагались разнообразные магазины, банковские филиалы, государственные учреждения, супермаркет, пейнтбол, сеть кинотеатров «Рав-Хен», а также большой зал торжеств.
После открытия новых торговых центров в Ашдоде и развития новых районов, начался отток бизнесов.
Из-за огромных долгов в 2005 году торговый центр «Ашдод» был закрыт.
В 2013 году застройщиками из Тель-Авива было куплено опустевшее здание.
25 июля 2021 года был открыт магазин сети «Виктори» (инвестиция 6 миллионов шекелей).
20 октября 2021 года было открыто кафе-мороженое «Голда», а 23 февраля 2022 года компания Эли Беньяна открыла отделение банка Мезрахи

## Спортивные мероприятия
Новая арена стала домом для хоккейных команд Ашдод Чифс (выступает в Израильской хоккейной лиге) и Ашдод Дольфинз (выступает в Израильской элитной хоккейной лиге).
Сразу после открытия на арене прошёл четвёртый турнир Израильской элитной хоккейной лиги. Победителями стали хоккеисты Ашдод Дольфинс. 
В декабре 2024 года на арене прошёл Гала-концерт по фигурному катанию «Звёзды на льду» на котором выступали победители и призёры чемпионата Израиля по фигурному катанию. Выступление  прошло под лозунгом возвращения заложников из плена ХАМАСа, которые были захвачены террористами в результате варварского вторжения в Израиль 7 октября 2023 года. А в конце программы был показан специальный номер посвящённый заложникам.
В феврале 2025 года, начался очередной чемпионат Израиля по хоккею. Блу Айс Арена была одной из трёх арен на которых проходил турнир. Проведение соревнований на олимпийской арене Канада-Центр в Метуле было невозможно из-за войны с незаконной армией Ливана, террористической организацией Хизбалла. 
Турнир завершился победой команды Ашдод Чифс. Это была шестая победа команды, которая в прошлом называлась ХК Бат-Ям. Таким образом был побит рекорд команды Хокс Хайфа, также шесь раз становившаяся чемпионами Израиля.
4 июня 2025 года на ашдодcкой ледовой арене начался пятый турнир Израильской элитной хоккейной лиги. Начали соревноваться 8 команд в которых участвовали спортсмены не только из Израиля, но также из США, Канады и других стран. Из-за начавшейся операции против иранской ядерной программы Операция «Народ как лев»,
соревнование было остановлено и продолжено после её завершения 26 июня, но уже с участием пяти команд.
Победителем стала команда Кфар-Сава Вульфз.

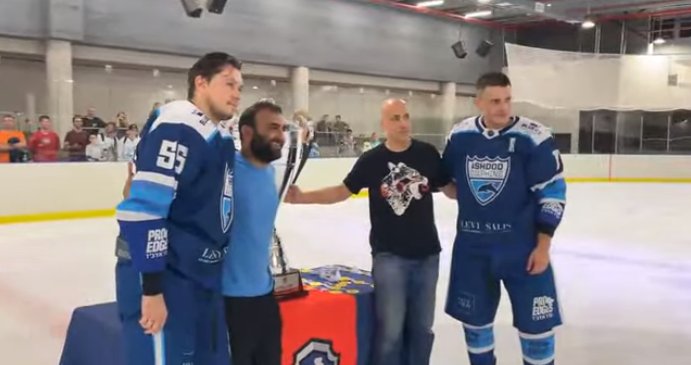
Никита Лукин, Таль Авнери, Евгений Гусин и Кирилл Полозов — организаторы и победители турнира EIHL 2024
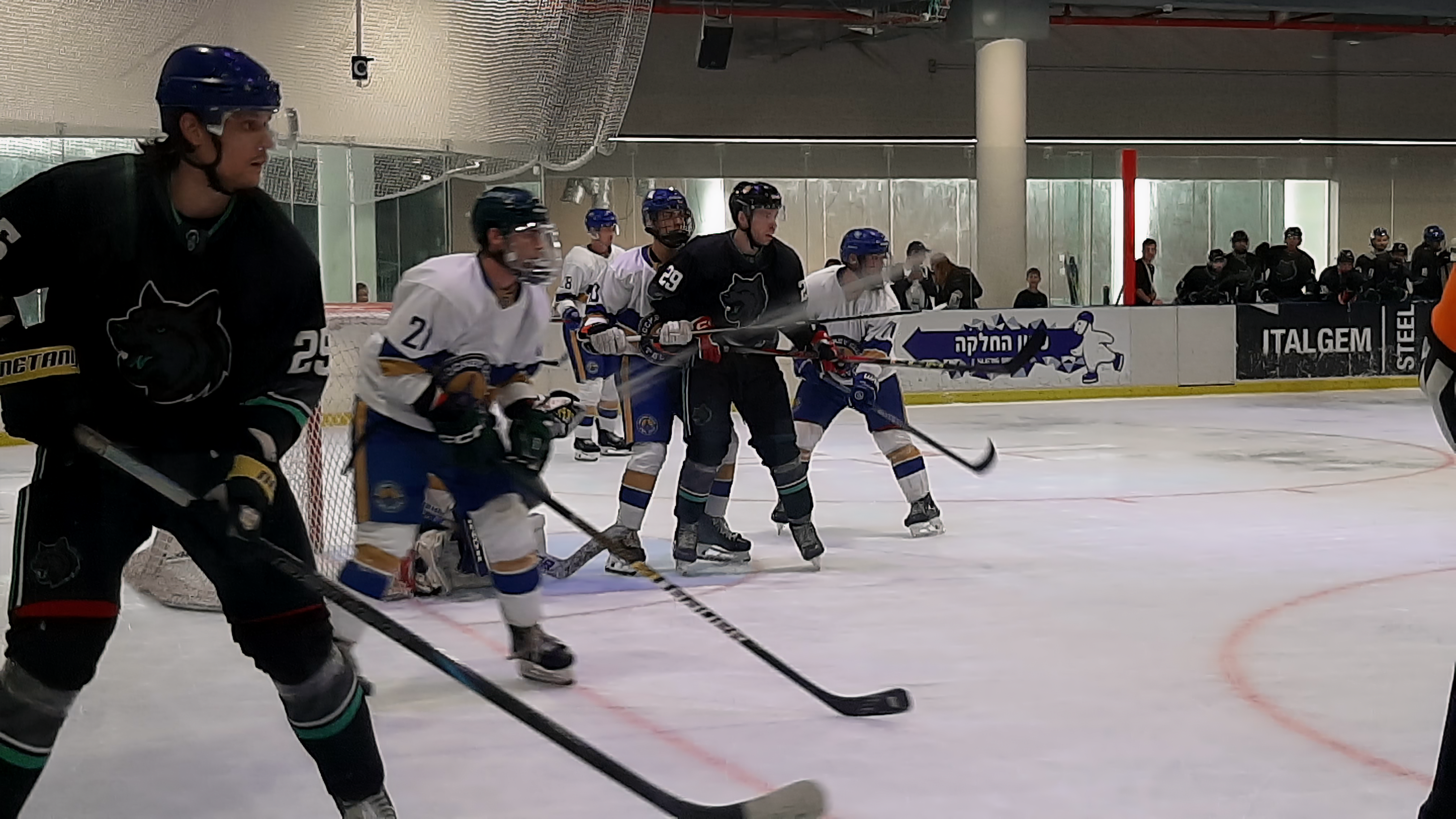
Fragment of the final game IEHL 2025 HC Tel Aviv — Kfar Saba Wolves. Pavel Marschyonok (25) and Denis Zaychik (29) near the gates of HC Tel Aviv.
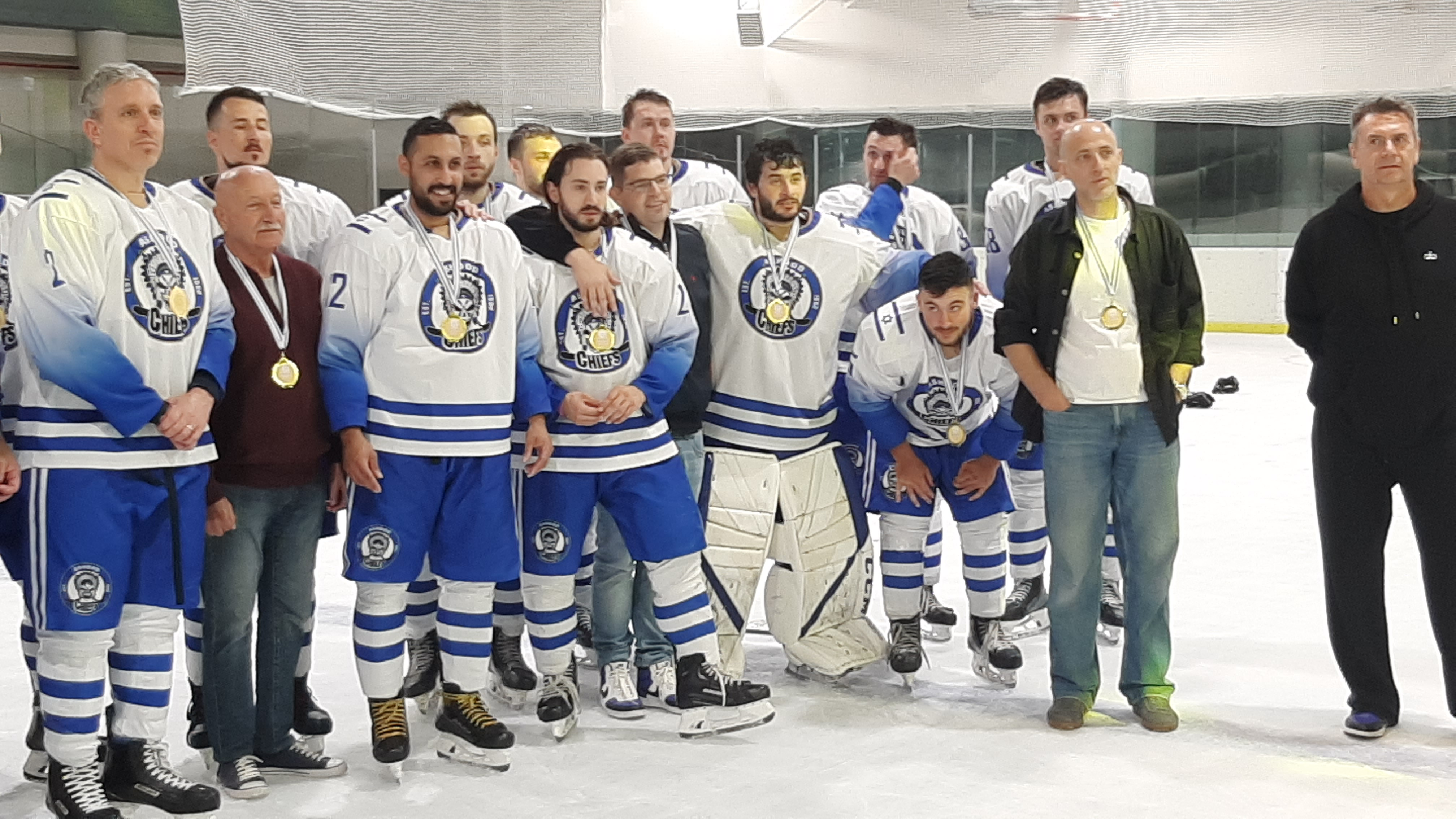
Команда Ашдод Чифс чемпион сезона 2024/2025 From left to right: Nisim Butbul, Semyon Yakubovich. Second from right is manager and trainer Evgeny Gusin.
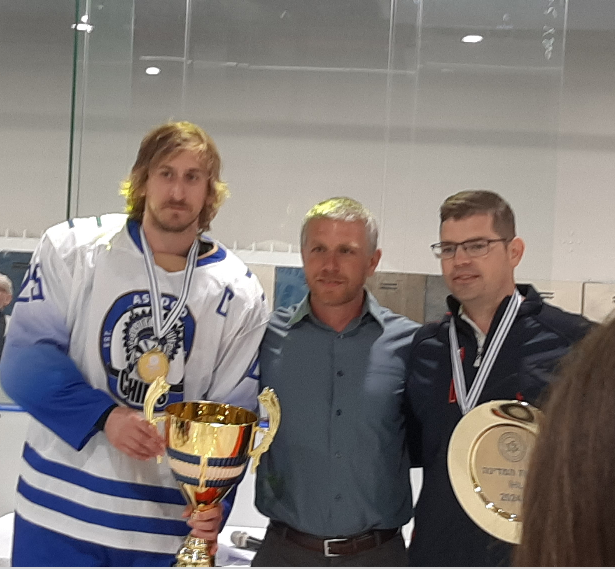
From left to right: Yoshua Greenberg — multiple Israeli champion, Mikhael Horowitz — league director, Lior Bendel - coach.